# Mira (balistica)
Mira è così chiamato il segno posto ad una delle estremità  di un'arma in grado di scagliare un proiettile, nel quale si affissa l'occhio per regolare la traiettoria su un bersaglio. Generalmente la mira ha un incavo a forma di V, che viene chiamata tacca di mira. Impropriamente si chiama anche mira il mirino.

## Linea di mira
È la retta ideale congiungente i due punti di mira di una bocca da fuoco, dei quali uno è fisso, mirino, ed è generalmente situato verso la bocca del pezzo: l'altro è mobile, mira o tacca di mira, ed è situato verso la culatta; le diverse posizioni della tacca di mira danno luogo ad altrettante linee di mira, ciascuna delle quali permette di disporre la linea di tiro della bocca da fuoco, in modo da ottenere un determinato angolo di elevazione, e quindi permette di puntare ad una determinata distanza, corrispondente all'angolo di elevazione. La posizione più bassa che può assumere la tacca di mira stabilisce la linea di mira naturale. 